# Gran Sabana

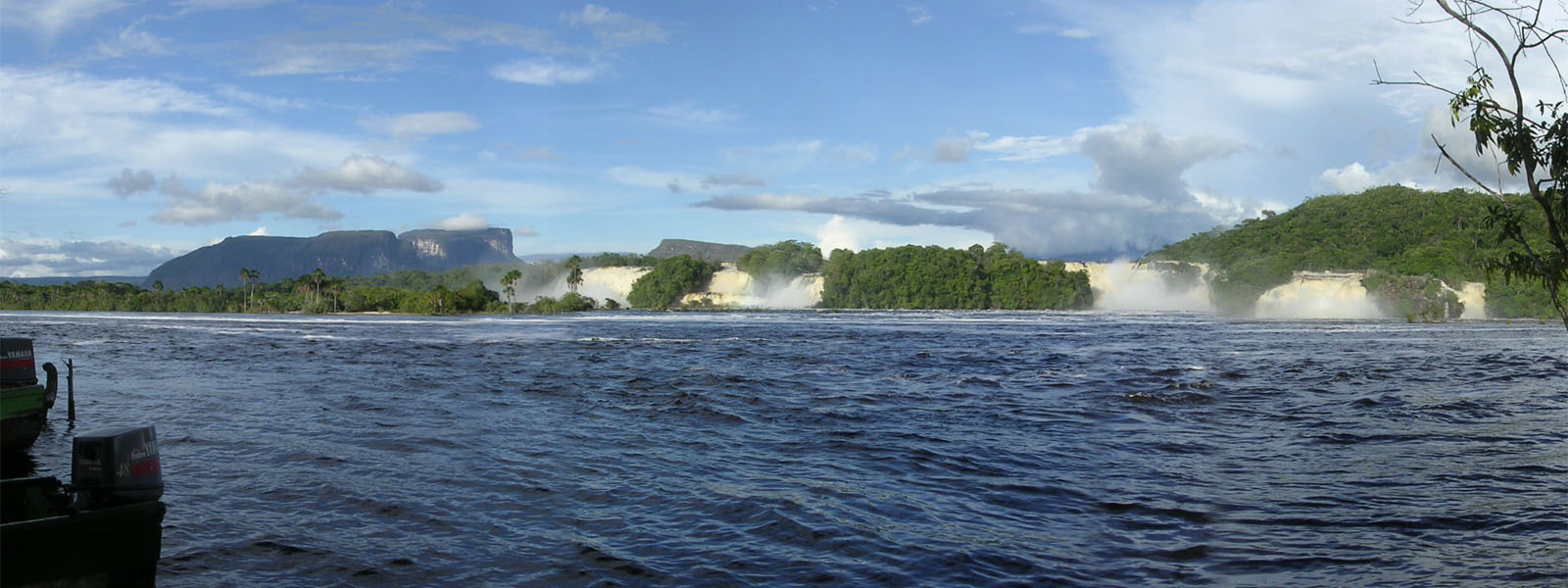
Laguna Canaima, Gran Sabana.

A Gran Sabana é uma região natural localizada no sul da Venezuela, no Planalto das Guianas, na parte sudeste do Estado de Bolívar, estendendo-se até a  fronteira com o Brasil. Tem uma temperatura média de 23°C. Nela convivem diversos grupos indígenas, dentre os quais os Pemons.[carece de fontes?]
A Gran Sabana faz parte de um dos maiores Parques Nacionais da Venezuela, o Parque Nacional Canaima, onde se encontra o Salto Ángel que, com quase um quilômetro de altura, é a queda d'água mais alta do mundo.[carece de fontes?]
Na Guiana, esse bioma é denominado de cerrado do rupununi, em virtude de se situar na bacia do rio homônimo, enquanto no Brasil recebe a denominação de Lavrado.